# Wenzel Kuhn
Wenzel Kuhn (24. ledna 1854 Nejdek – 27. července 1933 Vídeň) byl rakouský křesťansko sociální politik, na počátku 20. století poslanec Říšské rady, v poválečném období poslanec rakouské Národní rady.

## Biografie
Vychodil národní a měšťanskou školu, působil jako hostinský a majitel realit. Byl prezidentem Německo-rakouského svazu hostinských a předsedou Vídeňského společenství hostinských. Angažoval se v Křesťansko sociální straně Rakouska. Byl starostou vídeňské čtvrti Döbling a v letech 1900–1903 zasedal ve vídeňské obecní radě.
Na počátku 20. století se zapojil i do celostátní politiky. Ve volbách do Říšské rady roku 1907, konaných poprvé podle všeobecného a rovného volebního práva, získal mandát v Říšské radě (celostátní zákonodárný sbor) za obvod Dolní Rakousy 31. Usedl do poslanecké frakce Křesťansko-sociální sjednocení. Mandát obhájil za týž obvod i ve volbách do Říšské rady roku 1911 a byl členem klubu Křesťansko-sociální klub německých poslanců. Ve vídeňském parlamentu setrval až do zániku monarchie. Profesně byl k roku 1911 uváděn jako soukromník.
Po válce zasedal v letech 1918–1919 jako poslanec Provizorního národního shromáždění Německého Rakouska (Provisorische Nationalversammlung).